# Hirschaid
Hirschaid település Németországban, azon belül Bajorországban. Lakosainak száma 12 607 fő (2023. december 31.). Hirschaid Altendorf és Buttenheim községekkel határos.

## A település részei
A 11 rész (fő 2019. március 13-án):
| - Erlach (439) - Friesen (387) - Großbuchfeld (115) - Hirschaid (5981) - Juliushof (558) - Kleinbuchfeld (135) | - Köttmannsdorf (639) - Röbersdorf (829) - Rothensand (362) - Sassanfahrt (2239) - Seigendorf (827) |

## Története
Írott forrásban elsőként 1079-ben tűnik fel a település.

## Népesség
A település népessége az elmúlt években az alábbi módon változott:
| Lakosok száma | 8268 | 5014 | 11 632 | 11 770 | 12 023 | 12 097 | 12 304 | 12 324 | 12 543 | 12 607 |
|               | 1970 | 1975 | 2011   | 2012   | 2014   | 2015   | 2017   | 2019   | 2022   | 2023   |